# WRB Wien-Raab
A WRB WIEN-RAAB  sorozat nyolc darab szerkocsis tehervonati gőzmozdony volt a Bécs-Győr Vasútnál (Wien-Raaber Bahn, WRB.) .
Ezek voltak az első négy-kapcsolt kerékpárú mozdonyok (D típusú n2) az Osztrák–Magyar Monarchiában. Ez az első nehéz hegyi vasúti mozdony Európában, melyet a Bruck an der Leitha-Győr-Újszőny vonalon használtak, amely ténylegesen az alföldön futott.

## Története
A WRB első mozdonyát a sorozatból – a Wien-Raab-ot - Párizsban a világkiállításon mutatták be és ott a francia MIDI vasúttársaság megvásárolta, majd átszámozta 301-re. 1875-ben a bordói műhelyben átépítették szertartályossá, de továbbra is négy kapcsolt kerékpárú maradt. 1898-ig tolatómozdony volt. Azután megvásárolta a Carmauxi Hegyi Vasúttársaság és végül 1903-ban a Perigord műhelyben elbontották.
Ezeket a mozdonyokat még a WRB rendelte meg, de a Bruck –Újszőny vonal eladása miatt a mozdonyokat már az ÁVT állította forgalomba. 
A megmaradt mozdonyokat a kor szokásának megfelelően elnevezték: KOMORN, SZT. MIKLOS (később SCHWECHAT"), U.-ALTENBURG, WIESELBURG, STUHLWEISSENBURG, VESZPRIM és NEUSIEDLER SEE lett a nevük és pályaszámokat is kaptak. Először  IV kategória 441-447 pályaszámokat (a 440 pályaszámot nem adták ki, az foglalt volt), majd  1873-tól a IVi osztály 1101-1107 pályaszámait. Az eredetileg SzT.MIKLÓS 1899-ben még az ÁVT-nél kapott új pályaszámot – 4001 – végül 1903-ban selejtezték.
1891 után néhány mozdony a sorozatból a MÁV tulajdonába is került, de besorolást már nem kapott.

## Fordítás
- Ez a szócikk részben vagy egészben  a   WRB – Wien-Raab bis Neusiedler See című német Wikipédia-szócikk fordításán alapul.  Az eredeti cikk szerkesztőit annak laptörténete sorolja fel. Ez a jelzés csupán a megfogalmazás eredetét és a szerzői jogokat jelzi, nem szolgál a cikkben szereplő információk forrásmegjelöléseként.

## Külső hivatkozás
- A típus története számokban (németül)